# Carina Cruz
Carina Cruz Arenas (Cali, Valle del Cauca, 18 de abril de 1983) es una actriz colombiana.

## Carrera
Nació y se crio en Cali, Allí estudió diseño de modas para convertirse en empresaria, exportando a México y Ecuador ropa informal femenina junto con una amiga.
Participó en Protagonistas de Novela en su 3ª versión El Juicio Final, después de haber salido del programa se quedó en Bogotá tres meses esperando alguna propuesta para actuar. Como no le ofrecieron algo interesante, decidió regresar a Cali con su familia.
Después de casi dos años regresó a Bogotá, por asuntos de su empresa de diseño, y se volvió a reunir con una gran amiga y actriz, que conoció en el programa Protagonistas de novela, y la convenció de ir a una audición, y empezó a trabajar en Padres e Hijos después tuvo un personaje en la novela Por Amor.
Luego decidió probar suerte en otro país y viajó a México, donde estuvo casi dos años trabajando en una agencia de modelos, haciendo comerciales y campañas publicitarias. Hizo pruebas para participar en novelas pero no logró quedar en ninguna selección. Así que lo único que logró fue estar en muchos comerciales.
Aunque vivía en México iba de seguido a Colombia a grabar Decisiones y Así es la vida.
En 2009 hizo una audición y quedó en la novela de Caracol Televisión El encantador  y trabajó para la cadena Telemundo en la telenovela Victorinos al lado de Roberto Manrique.
En 2010 formó parte del elenco principal de la telenovela colombo-venezolana producida por Venevisión Internacional Salvador de mujeres protagonizada por Carlos Guillermo Haydon, Ruddy Rodríguez y Alejandra Sandoval y participó en Secretos de familia dónde dio vida a Catalina.
En 2011 Trabajó en la telenovela, Los herederos Del Monte producida por la cadena estadounidense Telemundo.
En 2011-12 protagonizó Primera Dama interpretando a Paloma Zamudio. 
En 2013 participó en Tres milagros interpretando a Carina. 

## Estudios realizados
- Clases personalizadas de actuación e interpretación de personajes con Victoria Hernández, (2009-2010).
- Control de acento y dicción, México DF. (2007).
- Talleres de Actuación, Casa Azul, México DF. (2007).
- Actuación, Academia Naar Landaeta – Colombia, dos años.
- Talleres de actuación con Alejandra Borrero, Sigifredo Henao, Jacqueline Hernández, (Director y producción).

## Filmografía

### Televisión
- Villa paraíso (2014) —  Paloma Luz
- Tres Caines (2013) —  Carina
- Primera dama (2011-2012) — Paloma Zamudio
- Decisiones extremas (2011)
- Los herederos Del Monte (2011) —  Consuelo Millán
- Tu voz estéreo (2010-2011)
- Secretos de familia (2010) — Catalina
- Salvador de mujeres (2010) —  Lula Valdez
- El encantador  (2010) —  Eliana Giraldo
- Los Victorinos (2009-2010) —  Claudia García
- Vecinos (2008-2009)
- Así es la vida (2007)
- Por Amor (2006)
- Padres e Hijos (2005)

### Reality
- Protagonistas de novela: El juicio final (2004) — Ella misma